# Recz Pomorski
Recz Pomorski - przystanek kolejowy, a dawniej stacja kolejowa w Reczu, w województwie zachodniopomorskim, w Polsce.

## Linki zewnętrzne

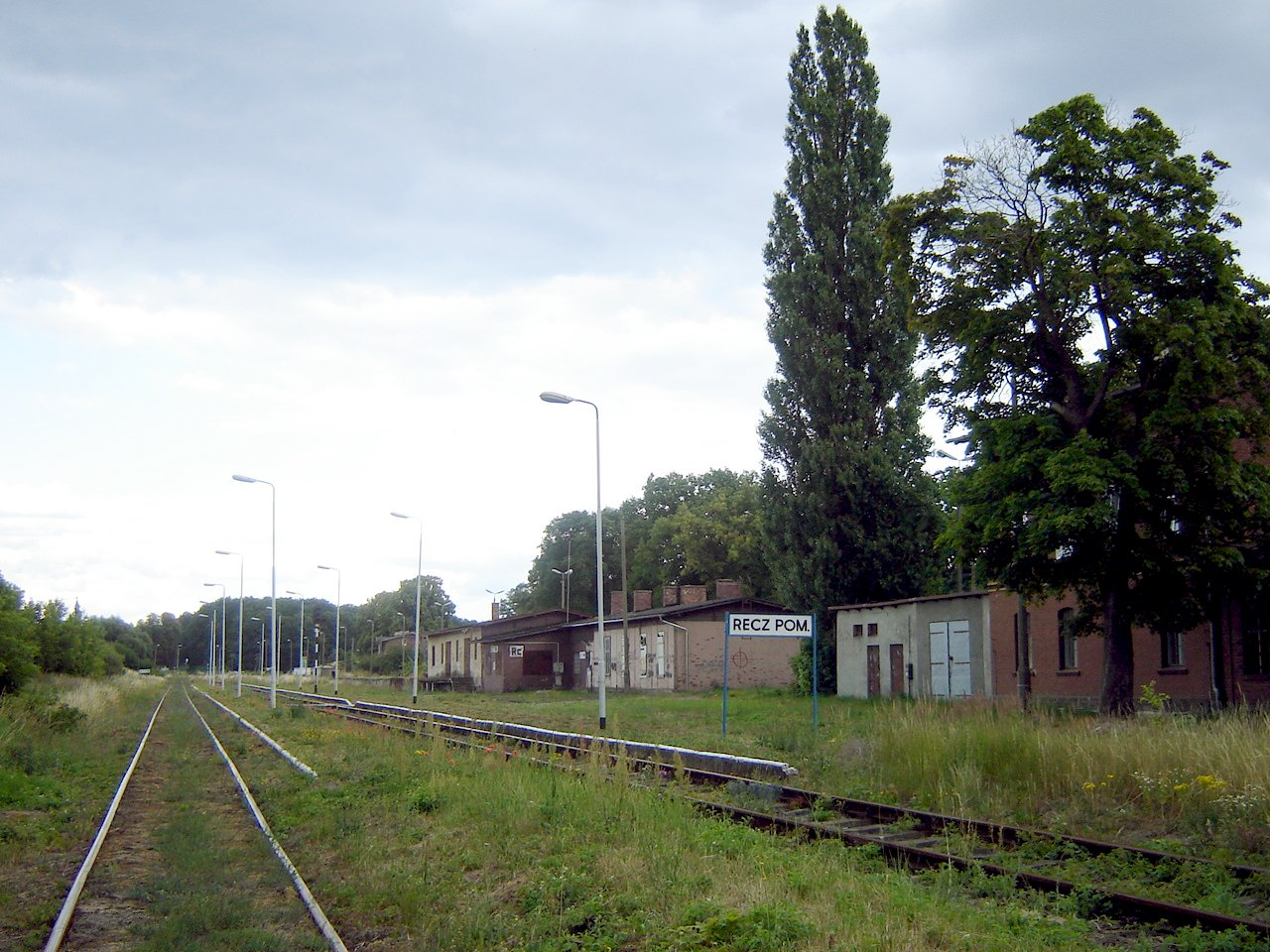
Przystanek w Reczu przed modernizacją

## Ruch pasażerski
| Rok  | Wymiana pasażerska na dobę |
| ---- | -------------------------- |
| 2017 | 50-99                      |
| 2022 | 20-49                      |